# Leucopogon insularis
Leucopogon insularis är en ljungväxtart som beskrevs av Allan Cunningham och Dc. Leucopogon insularis ingår i släktet Leucopogon och familjen ljungväxter. Inga underarter finns listade i Catalogue of Life.